# XVI Festival Internacional de Cinema Fantàstic de Sitges
El XVI Festival Internacional de Cinema Fantàstic de Sitges va tenir lloc a Sitges entre l'1 i el 8 d'octubre de 1983 sota la direcció de Joan Lluís Goas amb la intenció de promocionar el cinema fantàstic i el cinema de terror. En aquesta edició es canvia el nom del certamen (on hi cau la paraula "terror"), s'hi accentua la implicació oficial i s'augmenta el pressupost de 500.000 pessetes a 10.000.000 pessetes.
Fou inaugurat al palau de Maricel i hi havia tres seccions, una competitiva, una informativa, una altra retrospectiva dedicada al maquillador Jack Pierce i unes sessions especials.

## Pel·lícules exhibides

### Secció competitiva
- La mansió de les ombres allargades de Pete Walker
- Xtro de Harry Bromley Davenport
- The Return of Captain Invincible de Philippe Mora
- Pura sangre de Luis Ospina
- Le Dernier Combat de Luc Besson
- Tenebre de Dario Argento
- La tribu perduda de John Laing
- Alone in the Dark de Jack Sholder
- Feuer und Schwert - Die Legende von Tristan und Isolde de Veith von Fürstenberg
- The House on Sorority Row de Mark Rosman
- Burned at the Stake de Bert I. Gordon

### Secció informativa
- The Cars That Ate Paris (1974) de Peter Weir
- L'ànsia de Tony Scott
- Cujo de Lewis Teague
- La increïble dona minvant de Joel Schumacher
- Jaws 3-D de Joe Alves

### Secció retrospectiva
- The Black Cat (1934) d'Edgar G. Ulmer
- The Raven (1935) de Louis Friedlander
- La núvia de Frankenstein (1935) de James Whale
- Dracula's daughter (1936) de Lambert Hillyer
- Son of Frankenstein (1939) de Rowland V. Lee
- The Ghost of Frankenstein (1942) d'Erle C. Kenton
- Frankenstein i l'home llop (1943) de Roy William Neill
- The Mad Ghoul (1943) de James P. Hogan
- House of Dracula (1945) de Erle C. Kenton

### Sessions especials
- Pandora and the Flying Dutchman (1951) d'Albert Lewin
- Taràntula (1955) de Jack Arnold
- Blood of the Vampire (1958) de Henry Cass
- The Dunwich Horror (1970) de Daniel Haller

## Jurat
El jurat internacional estava format per Tony Bill, José Luis Garci, Mário Dorminsky, Josep Toutain i José Agustín Mahieu.

## Premis
Els premis d'aquesta edició foren:
| Categoria                                              | Premiat                                                        | Treball                                                |
| ------------------------------------------------------ | -------------------------------------------------------------- | ------------------------------------------------------ |
| Premi Caixa de Catalunya al millor director            | Luc Besson                                                     | Le Dernier Combat                                      |
| Premi Caixa de Catalunya a la millor pel·lícula        | Le Dernier Combat                                              | Luc Besson                                             |
| Premi Caixa de Catalunya al millor Curtmetratge        | Raúl Román Guillot                                             | Sombras trágicas                                       |
| Premi Caixa de Catalunya a la millor actriu            | Elisabeth Ward                                                 | Alone in the Dark                                      |
| Premi Caixa de Catalunya al millor actor               | Vincent Price, Peter Cushing, Christopher Lee i John Carradine | La mansió de les ombres allargades                     |
| Premi Caixa de Catalunya a la millor fotografia        | Jacques Steyn                                                  | Feuer und Schwert - Die Legende von Tristan und Isolde |
| Premi Caixa de Catalunya al millor guió                | Michael Armstrong                                              | La mansió de les ombres allargades                     |
| Premi Caixa de Catalunya als millors efectes especials | Bob McCarron                                                   | The Return of Captain Invincible                       |
| Premi del Jurat Internacional de la Crítica            | La tribu perduda                                               | John Laing                                             |
| Menció especial del Jurat Internacional de la Crítica  | Pura sangre                                                    | Luis Ospina                                            |